# Лехово (дем Суровичево)
Вижте пояснителната страница за други значения на Лехово.
Лѐхово, още Елѐхово, Елѐово или Елхово (на гръцки: Λέχοβο, Лехово, катаревуса Λέχοβον, Леховон, между 1955 и 1956 година Ηρωϊκό, Ироико, катаревуса Ηρωϊκόν, Ироикон), е село в Гърция, дем Суровичево (Аминдео), област Западна Македония с жители, мнозинството от които арванити.

## География
Селото е разположен на 60 километра южно от град Лерин (Флорина) на главния път от Суровичево (Аминдео) за Костур (Кастория) в южното подножие на планината Вич (Вици). Към землището на Лехово е присъединено и землището на заличеното в 1980 година село Врабчин (Химадио).

## История

### В Османската империя
В 1868 година в Лехово е построена църквата „Свети Димитър“, обявена за защитен исторически паметник в 1987 година.
През XIX век в Лехово се заселват албанци християни от Епир. В края на века Лехово е голяма паланка с християнско гъркоманско албанско и влашко население. Александър Синве („Les Grecs de l’Empire Ottoman. Etude Statistique et Ethnographique“) в 1878 година пише, че в Лехова (Léhova) живеят 1800 гърци. Според „Етнография на вилаетите Адрианопол, Монастир и Салоника“, издадена в Константинопол в 1878 година и отразяваща статистиката на населението от 1873 година, Елеово (Eléovo) има 300 домакинства и 900 жители албанци.
В 1889 година Стефан Веркович („Топографическо-этнографическій очеркъ Македоніи“) пише за Лехово:
| „ | Срещу Клисура, в друг участък на Мирихската планина, на четири часа и половина разстояние е разположено арнаутското градче Лахово със 130 къщи, от които и някои влашки. Данъкът им, освен местните селски разходи, достига суми ог 9800 пиастри. Жителите са преобладаващо занаятчии – дърводелци, и земеделци. Повечето от тях подобно на клисурци, пътуват на гурбет различни места и работят като дърводелци, овчари и прочее. Почвата тук е неплодородна, страда от засушавания и изобщо като планинска – негодна за земеделие. В селото има две църкви с двама свещеници и едно училище с учител свещеник. | “ |

Според статистиката на Васил Кънчов („Македония. Етнография и статистика“) в 1900 година в Елеово (Елехово) има 750 жители арнаути и 90 жители власи.
На Етнографската карта на Битолския вилает на Картографския институт в София от 1901 година Елеово е чисто албанско православно село в Костурската каза на Корчанския санджак със 150 къщи.
На Етнографската карта на Битолския вилает на Картографския институт в София от 1901 година Лерихово е чисто албанско село в Леринската каза на Битолския санджак със 70 къщи.
Според гръцки данни в селото има 2500 албанофони с гръцко съзнание.
Почти цялото население е вярно на Цариградската патриаршия и градчето е крепост на гръцките андарти, воюващи срещу българските чети на ВМОРО. В подготовката за въстание от ВМОРО Лехово е включено в Мокренския център. Мокренецът Анастас Симеонов описва ситуацията в Лехово преди Илинденско-Преображенското въстание в 1903 година:
| „ | с. Елехово брои около 350 кѫщи и е населено само отъ християнски арнути-патриаршиски, които не сѫ обичани от българитѣ изъ околнитѣ села, поради тѣхната едностранчивость и враждебность. Тукъ бѣха организирани, повечето насилствено, доста много елеховци, но само двама взѣха участие въ възстанието съ орѫжие въ рѫка. | “ |

По време на Илинденско-Преображенското въстание селото е опожарено от османците.
По данни на секретаря на Българската екзархия Димитър Мишев ("La Macédoine et sa Population Chrétienne") в 1905 година в Елеово има 90 власи и 750 албанци и работи влашко училище.

### В Гърция
През Балканската война в селото влизат гръцки войски и след Междусъюзническата остава в Гърция. Боривое Милоевич пише в 1921 година („Южна Македония“), че Лехово има 380 къщи арнаути християни. През Втората световна война селото пострадва от окупационните власти. След сражение между германски части и гръцка паравоенна чета селото е опожарено. В 1955 година гръцките власти сменят българското име на селото на Ироико (в превод Героично). Но албаноговорещото му население отказва да приеме новото име и на следващата 1956 година името Лехово е върнато. В 1998 година Лехово е обявено за село герой.
| Име         | Име         | Ново име             | Ново име                | Описание                                                           |
| ----------- | ----------- | -------------------- | ----------------------- | ------------------------------------------------------------------ |
| Крушовица   | Κρουσοβίτσα | Апидиес              | Απιδιές                 | местност на СИ от Лехово и на З над Врабчин, над Островското езеро |
| Паша гроб   | Πασα Γκρόπ  | Дикорфо Лохагу Нациу | Δίκορφο Λοχαγού Νάτσιου | връх във Вич на И от Лехово                                        |
| Мешикантица | Μεσκανζέτσα | Леховитико           | Λεχοβίτικο              | река на И от Лехово, ляв приток на Стара река                      |

| Име       | Име        | Ново име    | Ново име     | Описание                                                             |
| --------- | ---------- | ----------- | ------------ | -------------------------------------------------------------------- |
| Шубрец    | Σούμπρετς  | Дукас       | Δούκας       | връх във Вич на ЮЗ от Лехово (1623,3 m)                              |
| Саргоница | Σαργωνίτσα | Мегало Рема | Μεγάλο Ρέμα  | река на Ю от Лехово, приток на Мешикадица и връх на Ю над нея (1382) |
| Кюмир     | Κιουμίρ    | Прасиновуни | Πρασινοβούνι |                                                                      |

В 1981-1983 година в Лехово излиза вестник „Неа ту Лехову“.
Според изследване от 1993 година селото е арванитско, като в него арванитският език е запазен на средно ниво, а влашкият на ниско.
В 2002 година Леховското училище и Леховската чешма са обявени за защитени паметници.
До 2011 година Лехово е самостоятелна община в ном Лерин.

## Галерия
- Експонати от Етнографския музей
- Църковна утвар от Етнографския музей
- Официална женска носия от Лехово
- Църковна книга, отпечаната във Венеция в 1680 г. Експонат от Етнографския музей
- „Свети Мина“
- Паметник на андартите от селото

### Преброявания
- 1913 – 1691 жители
- 1920 – 1172 жители
- 1928 – 1292 жители
- 1940 – 1477 жители
- 1951 – 1195 жители – намаляването на населението се дължи на Гражданската война.
- 1961 – 1177 жители
- 1971 – 1205 жители
- 1981 – 1194 жители
- 2001 – 1227 жители
- 2011 – 1115 жители

## Личности
Родени в Лехово
- Антониос Мендос (Αντώνιος Μένδος), гръцки андартски деец от трети клас[27]
- Атанасиос Папаянис (Αθανάσιος Παπαγιάννης), гръцки андартски деец от втори клас[27]
- Василиос Папазисис (Βασίλειος Παπαζήσης), гръцки андартски деец от трети клас[27]
- Георгиос Папалексиу (Γεώργιος Παπαλεξίου), гръцки андартски деец от трети клас[27]
- Георгиос Спанос (Γεώργιος Σπανός), гръцки андартски деец от трети клас[27]
- Димитриос Папазис (Δημήτριος Παπαζήσης), гръцки андартски деец от трети клас[27]
- Евангелос Дульо Царухас (Ευάγγελος Δούλης ή Τσαρουχάς), гръцки андартски деец от втори клас, назначен от Павлос Мелас за ръководител на местния комитет, подпомага четите на Цондос, Каудис, Рувас и Влахоянис, разкрит е и лежи 4 месеца в турски затвор[28]
- Евангелос Тацис (Ευάγγελος Τάτσης), гръцки андартски деец от трети клас, лекар и ятак на гръцките чети, ранен в сражение с турците през януари 1906 година и затворен в Битоля, където е изтезаван[27]
- Евтимиос Леховитис (Ευθύμιος Λεχοβίτης), гръцки андартски деец, подпомага Каравитис за селата от леринското поле[27]
- Зиси Дульо (? – 1908), гръцки андартски капитан
- Ираклис Фидзос (Ηρακλής Φίτζιος), гръцки андартски деец от трети клас, секретар на гръцкия комитет и директор на гръцкото училище, той прибира отрязаната глава на Павлос Мелас от Статица, по-късно е осъден задочно на смърт от турските власти заради подписано от него писмо, намерено в убития капитан Фуфас[27]
- Йоанис Папайоану (Ιωάννης Παπαϊωάννου), гръцки андартски деец от трети клас[27]
- Каракиткос (Καρακίτσος), гръцки андартски деец, помощник на капитан Вардас[27]
- Космас Белиос (Κοσμάς Μπέλιος), гръцки андартски деец, изкарва четата на Каудис от засада през 1905 година[27]
- Космас Спанос, гръцки комунистически деец
- Константинос Панайотис (Κωνσταντίνος Παναγιωτίδης), гръцки андартски деец от трети клас, помощник на Григор Войнов – Аграфиотис, през 1906 година заловен и хвърлен в затвора от турците[27]
- Николаос Николаидис (Νικόλαος Νικολάϊδης), гръцки андартски деец, ятак на капитан Каудис[27]
- Петрос Дульо (Πέτρος Δημουλιός), гръцки андартски деец от втори клас, кмет на селото между 1933 – 1935 година[28]
- Петрос Каралис (Πέτρος Καραλής), гръцки андартски деец, четник[27]
- Петрос Орфанидис (Πέτρος Ορφανίδης), гръцки андартски деец, куриер на капитан Каравитис[27]
- Петрос Стефанидис Кудзос (Πέτρος Στεφανίδης ή Κούντζος), гръцки андартски деец от първи клас, ръководител на местния гръцки комитет 1904 – 1905 година, раняван при битка в Съботско, носител на златен медал от македонската борба[27]
- Стерьос Бинопулос (1888 – 1965), гръцки революционер и политик

Починали в Лехово
- Георгиос Минадакис (Ляпис), гръцки революционер
- Георгиос Сейменис (Γεώργιος Σεϊμένης, 1881 – 1903), гръцки андартски капитан
- Христос Аргиракос (Кицос Морикис, 1876 – 1907), гръцки андартски капитан